# Formatting Objects Processor
FOP - procesor XSL-FO konwertujący pliki XSL-FO do formatu PDF. 
Pierwotnie rozwijany przez Jamesa Taubera, który w 1999 r. podarował projekt Apache Software Foundation.